# Гаритово
Гаритово — село в Мичуринском районе Тамбовской области России. Входит в Староказинский сельсовет.

## География
Деревня находится в северо-западной части Тамбовской области, в лесостепной зоне, в пределах Окско-Донской низменной равнины, к югу от автодороги 68Н-025, на реке Воронеж,  на расстоянии примерно 22 километров (по прямой) к западу от города Мичуринска, административного центра района. 

### Климат
Климат умеренно континентальный, с холодной продолжительной зимой и тёплым летом. Средняя температура воздуха самого холодного месяца (января) — −10,5 °C (абсолютный минимум — −39 °C); самого тёплого месяца (июля) — 20 °C (абсолютный максимум — 38 °С). Безморозный период длится в среднем 136 дней. Среднегодовое количество атмосферных осадков составляет 550 мм, из которых 366 мм выпадает в период с апреля по октябрь.

## Население
| 1989 | 2002 | 2010 |
| ---- | ---- | ---- |
| 455  | ↘341 | ↘319 |

Согласно результатам переписи 2002 года, в национальной структуре населения русские составляли 99 % от жителей.

## Инфраструктура
Основа экономики — сельское хозяйство. Личное подсобное хозяйство.

## Транспорт
Деревня доступна автотранспортом. Ближайшая остановка общественного транспорта «Поворот на Гаритово» находится в двух километрах от деревни.